# پساکمونیسم

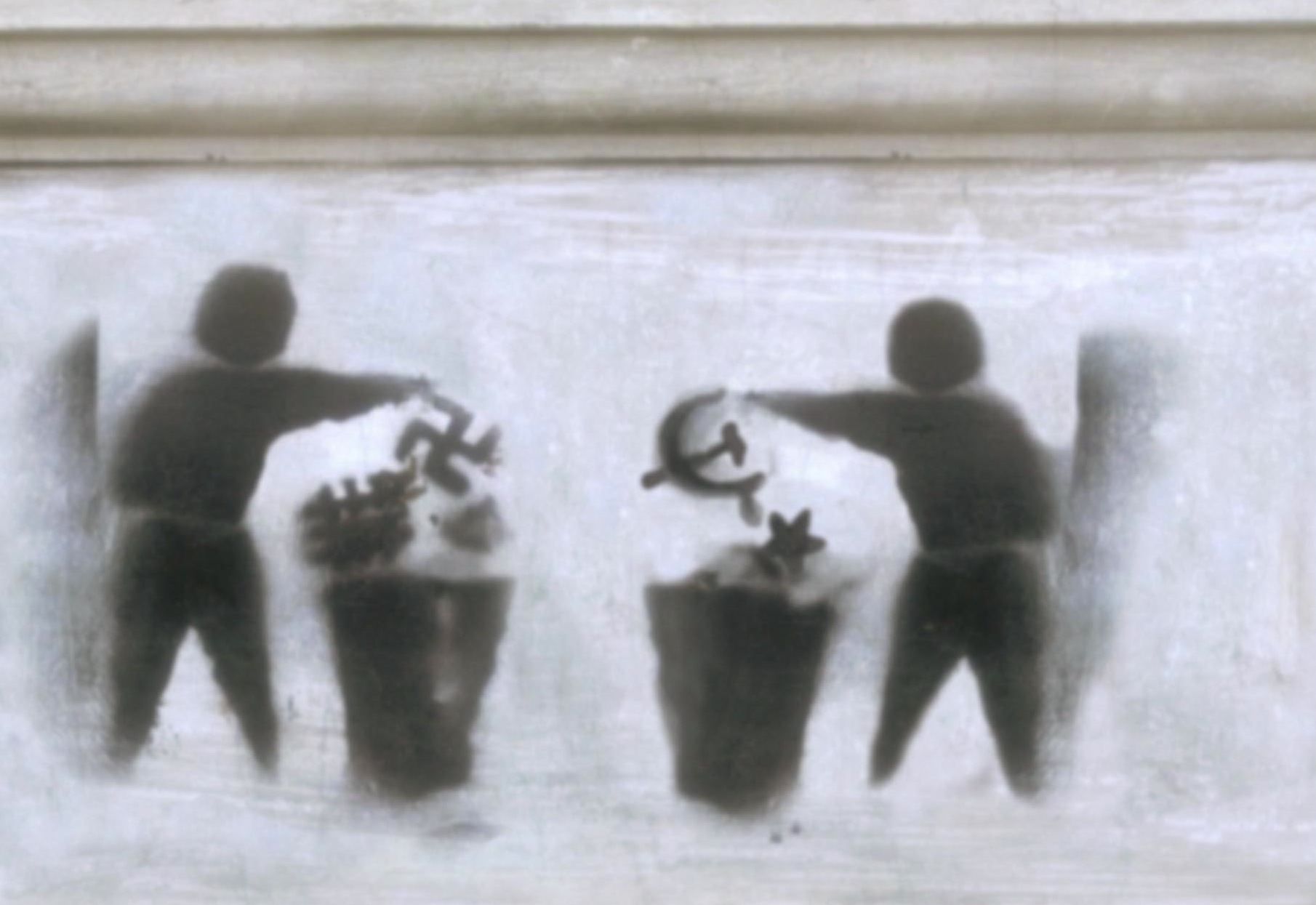
یک نقاشی روی دیواری در بخارست که ضد تمامیت‌خواهی را نشان می‌دهد

پسا-کمونیسم یا پست‌کمونیسم (به انگلیسی:Post-communism) دوره تحول یا گذار سیاسی و اقتصادی در کشورهای کمونیستی سابق واقع در اروپای شرقی و بخش‌هایی از آفریقا و آسیا است که در آن دولت‌های جدید به دنبال ایجاد اقتصادهای سرمایه‌داری مبتنی بر بازار آزاد بودند. در بین سال‌های ۱۹۸۹–۱۹۹۲، حکومت حزب کمونیست در اکثر ایالت‌های تحت حکومت حزب کمونیست سقوط کرد. پس از سختی‌ها و مشکلات فراوان، احزاب کمونیست کنترل خود را در چین، کوبا، لائوس، کره شمالی و ویتنام حفظ کردند. یوگسلاوی به بخش‌هایی تقسیم شد که در یک سلسله پیچیده طولانی جنگ بین گروه‌های قومی فرورفت. جنبش‌های کمونیستی شوروی در کشورهایی که تحت کنترل شوروی نبودند نیز سقوط کردند.

## سیاست
سیاست‌های اکثر احزاب کمونیست در هر دو بلوک شرق و غرب با الگوی اتحاد جماهیر شوروی اداره می‌شد. در اکثر کشورهای بلوک شرق به دنبال انقلاب‌های ۱۹۸۹ و سقوط دولت‌های تحت رهبری کمونیست‌ها، احزاب کمونیست به دو دسته تقسیم شدند: یک احزاب سوسیال دموکرات اصلاح‌طلب و یک حزب کمونیست جدید با گرایش کمتر اصلاح طلب. احزاب سوسیال دموکرات تازه ایجاد شده عموماً بزرگتر و قدرتمندتر از احزاب کمونیست باقی مانده بودند - فقط در بلاروس، قزاقستان، مولداوی، روسیه و تاجیکستان احزاب کمونیست نیروی مهمی باقی ماندند.
در بلوک غرب، بسیاری از احزاب کمونیست خودخوانده به «سقوط کمونیسم» با تغییر سیاست‌های خود به مسیری میانه‌روتر و کمتر رادیکال‌تر واکنش نشان دادند. در کشورهایی مانند ایتالیا و آلمان متحد شده، پساکمونیسم با افزایش نفوذ سوسیال دموکرات‌های موجود مشخص می‌شود. احزاب کمونیست ضد شوروی در بلوک غرب (مثلاً احزاب تروتسکیست) که احساس می‌کردند انحلال اتحاد جماهیر شوروی دیدگاه‌ها و پیش‌بینی‌های آن‌ها را تأیید می‌کند، از آن رونق خاصی پیدا نکردند. برخی از احزاب نیز کمتر رادیکال شدند.

## اقتصاد
چندین کشور کمونیستی در دهه ۱۹۸۰ اصلاحات اقتصادی را از یک اقتصاد برنامه‌ریزی شده به یک اقتصاد بازار محورتر انجام داده بودند، به ویژه مجارستان، لهستان، بلغارستان و یوگسلاوی. گذار اقتصادی پس از کمونیستی بسیار ناگهانی تر و با هدف ایجاد اقتصادهای کاملاً متکی بر سرمایه‌داری بود.
همه کشورهای مربوطه ابزارهای سنتی کنترل اقتصادی کمونیستی را کنار گذاشته و کم و بیش با موفقیت به سمت سیستم‌های بازار آزاد حرکت کرده‌اند. اگرچه برخی مانند چارلز پل لوئیس بر تأثیر سودمند سرمایه‌گذاری چندملیتی تأکید می‌کنند، این اصلاحات همچنین پیامدهای منفی مهمی داشت که هنوز در حال آشکار شدن است. سقوط کمونیسم، استانداردهای زندگی متوسط در اوایل دهه ۱۹۹۰ را با سقوط فاجعه باری در بسیاری از بخش‌های کمکان سابق مواجه کرد (به ویژه در اتحاد جماهیر شوروی سابق). این استانداردها تنها در اواخر دهه ۹۰ میلادی شروع به افزایش دوباره کردند. برخی از جمعیت‌ها هنوز به‌طور قابل توجهی بدتر از سال ۱۹۸۹ هستند. (به عنوان مثال مولداوی و صربستان). برخی دیگر به‌طور قابل توجهی فراتر از این آستانه بازگشته اند (مانند جمهوری چک، مجارستان و لهستان) و برخی مانند استونی، لتونی، لیتوانی (ببر بالتیک) و اسلواکی دچار رونق اقتصادی شدند. بجز لهستان و آلبانی که رشد اقتصادی خود را حفظ کردند، تمامی این کشورهای پساکمونیستی از رکود ۲۰۰۹ میلادی آسیب دیدند.
اقتصاد ارمنستان، مانند سایر کشورهای سابق اتحاد جماهیر شوروی، از پیامدهای یک اقتصاد متمرکز و فروپاشی الگوهای تجاری شوروی سابق رنج می‌برد. یکی دیگر از جنبه‌های مهم دشواری ایستادگی پس از فروپاشی کمونیسم این است که سرمایه‌گذاری و بودجه‌ای که از اتحاد جماهیر شوروی به صنعت ارمنستان وارد می‌شد از بین رفته‌است و تنها تعداد کمی از شرکت‌های بزرگ فعال هستند. علاوه بر این، آثار و پیامدهای زلزله ۱۹۸۸ ارمنستان هنوز احساس می‌شود. همچنین در ارمنستان اختلاف با جمهوری آذربایجان بر سر قره باغ حل نشده باقی‌مانده. از آنجایی که ارمنستان تا قبل از فروپاشی شوروی به شدت به منابع خارجی انرژی و بیشتر مواد خام وابسته بود، بسته شدن مرزهای آذربایجان و ترکیه اقتصادش را دچار آسیب جدی کرد. طی سال‌های ۱۹۹۲–۱۹۹۳، تولید ناخالص داخلی ارمنستان حدود ۶۰ درصد از اوج خود در سال ۱۹۸۹ کاهش یافته بود. چند سال پس از پذیرش پول ملی، درام در سال ۱۹۹۳، ابرتورم فوق‌العاده ای در ارمنستان تجربه شد.
از سال ۲۰۲۱، اکثر کشورهای پساکمونیستی در اروپا به‌طور کلی دارای اقتصادهای مختلط هستند، اگرچه برخی مانند استونی، رومانی و اسلواکی اغلب سیاست‌های سنتی بازار آزاد مانند نرخ‌های مالیات ثابت را نسبت به بلوک غرب اتخاذ می‌کنند. یک چالش اساسی در اقتصادهای پساکمونیستی این است که فشارهای نهادی منعکس کننده منطق سرمایه‌داری و دموکراسی بر سازمان‌ها، از جمله شرکت‌های تجاری و سازمان‌های دولتی که در دوران کمونیسم ایجاد شده‌اند و تا به امروز توسط مدیران اجتماعی شده اداره می‌شوند باعث ایجاد تنش‌های مداومی در سازمان کشورهای پساکمونیستی شده.